# موسیقی جاز ایرانی
موسیقی جاز ایرانی به اشاره موسیقی جاز ساخته شده توسط نوازندگان ایرانی که بعضاً با سازهای سنتی ایرانی ترکیب شده‌است دارد.

## تاریخچه

### سال‌های اول

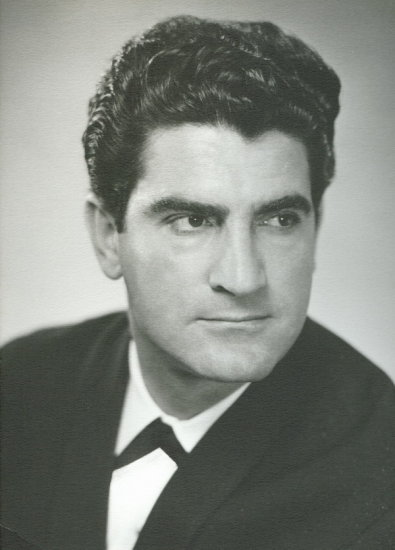
ویگن، فعال موسیقی پاپ و جاز ایران.

موسیقی جاز همراه با گسترش تأثیرات غربی در موسیقی پاپ در ایران ظهور کرد. یکی از پیشگامان موسیقی جاز در ایران، آلفرد لازاریان، خواننده و رقصنده کم‌شناختی بود که اولین آهنگ ضبط شده‌اش در رادیو ملی ایران پخش شد. با این حال، لازاریان خیلی زود خوانندگی را کنار گذاشت. ویگن دردریان، هنرمند مشهور پاپ و جاز که عموماً با نام «ویگن» شناخته می‌شود، کار خود را در اوایل دهه ۱۹۵۰ آغاز کرد. اولین آهنگ ویگن، مهتاب، که در سال ۱۹۵۴ منتشر شد نیز در رادیو پخش شد و نقطه عطفی را در موسیقی تحت تأثیر غرب ایران رقم زد. ویگن برخی از به یاد ماندنی‌ترین آهنگ‌های ایران از جمله همکاری با دلکش را خلق کرد و به عنوان سلطان جاز ایران شناخته شد.

### پس از انقلاب ۱۳۵۷
یک گروه موسیقی به نام ایجاز اولین کنسرت موسیقی جاز با مجوز رسمی را در ایران پس از انقلاب اجرا کرد. آن‌ها جاز تلفیقی را ایجاد کردند که عناصری از موسیقی کلاسیک بومی را در خود جای داده بود.
بمرانی، یکی از اولین گروه‌های بلوز کانتری در ایران پس از انقلاب، در سال ۲۰۰۸ به عنوان بخشی از موج جدیدی از تأثیرات بر صحنه‌های موسیقی تهران تأسیس شد. پالت، یک گروه مشابه که در سال ۲۰۰۹ تشکیل شد، موسیقی ترکیبی از کلارینت، ویولن سل و کنترباس را می‌سازد. آن‌ها در ایران طرفداران زیادی پیدا کرده‌اند و در خارج از کشور نیز اجرا داشته‌اند.